# Coquille (rivière française)
Pour les articles homonymes, voir Coquille.
La Coquille est un ruisseau du département de la Côte-d'Or et affluent du Revinson, donc un sous-affluent de la Seine.

## Géographie
La Coquille fait 9,6 km de long.
Elle prend sa source à Étalante et se jette dans le Revinson à Beaunotte.

## Communes traversées
Étalante ~ Aignay-le-Duc ~ Beaunotte

## Hydrographie

### Affluents
La coquille a deux affluents :
- le ruisseau le Prelard de 6,2 km de long[2] Il prend sa source à Poiseul-la-Grange et conflue à Étalante.
- le ruisseau de Banlot de 1 km de long sur la commune de Beaunotte[3].

## Tourisme
- La source de la Coquille à Étalante
- Le village d'Aignay-le-Duc

## Histoire

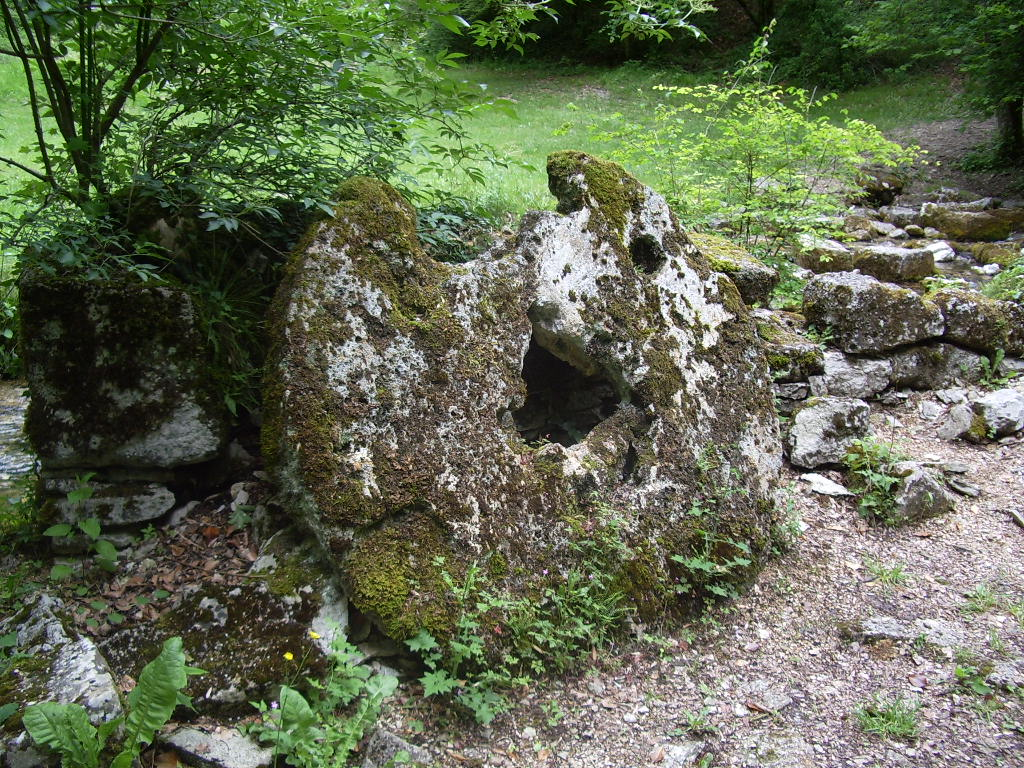
Meule de l'ancien moulin d'Étalante sur la Coquille

### Mythologie
La fée Greg était un personnage maléfique qui se réveillait en période de crue pour emporter les enfants.

### Industrie
Le moulin   d'Etalante semble dater du XVIIIe siècle. Il a fonctionné jusqu’en 1914 sur un bief de la Coquille qui prend sa source 200 mètres en amont.